# Спецназ города ангелов (сезон 7)
Премьера седьмого сезона американской полицейской драмы «Спецназ города ангелов» состоялась на канале CBS 16 февраля 2024 года, включающего 13 серий. Сериал рассказывает о работе элитной штурмовой группы со специальным вооружением полицейского управления Лос-Анджелеса.
Первоначально сериал был отменен CBS после шести сезонов 5 мая 2023 года. Однако три дня спустя, 8 мая, CBS и Sony достигли нового соглашения о продлении сериала на седьмой, последний сезон. Сезон пострадал от забастовки Гильдии писателей Америки 2023 года и забастовки SAG-AFTRA 2023 года .

## Актёрский состав и персонажи

### В главных ролях
- Шемар Мур в роли сержанта второго класса Дэниела «Хондо» Харрельсона-младшего.
- Дэвид Лим, как офицер третьего класса Виктор Тан
- Патрик Сент-Эспри в роли командующего Роберта Хикса
- Анна Энгер Ритч в роли офицера третьего класса Зои Пауэлл
- Рошель Эйтс в роли Нишель Кармайкл
- Джей Харрингтон в роли сержанта II Дэвида «Дикона» Кея
- Алекс Рассел — офицер третьего класса Джеймс «Джим» Стрит
- Кенни Джонсон — офицер третьего класса Доминик Лука
- Лу Ферриньо младший в роли сержанта Донована Рокера
- Бриджит Кали Каналес в роли офицера офицер третьего класса Алексиса Кабреры
- Нико Пепай — офицер офицер третьего класса Мигель Альфаро

### Приглашённые
- Оба Бабатундэ в роли Дэниэля Харрелсона старшего
- Бри Блэр в роли Энни Кей
- Рейлин Кастер в роли Тины Картер

## Производство

### Разработка
5 мая 2023 года сериал был отменен после 6 сезонов. 8 мая 2023 года CBS отменил свое решение об отмене, продлив SWAT на последний седьмой сезон из 13 серий.
Производство сезона было отложено из-за забастовок WGA и SAG-AFTRA в США.

### Кастинг
25 января 2024 года было объявлено, что Анна Энгер Ритч, появлявшаяся в течение последних двух сезонов, станет постоянным актёром в последнем сезоне. 9 февраля 2024 года было объявлено, что персонажи Алекса Рассела и Кенни Джонсона станут периодическими в последнем сезоне.